# Karipää
Karipää är en kulle i Finland. Den ligger i Enare kommun och landskapet Lappland, i den norra delen av landet, 1 000 km norr om huvudstaden Helsingfors. Toppen på Karipää är 310 meter över havet, eller 72 meter över den omgivande terrängen. Bredden vid basen är 1,1 km.
Terrängen runt Karipää är platt västerut, men österut är den kuperad.  Trakten runt Karipää är nära nog obefolkad, med mindre än två invånare per kvadratkilometer. Närmaste större samhälle är Enare kyrkby, 12,0 km nordost om Karipää. 